# Monopsyllus yamane
Monopsyllus yamane är en loppart som först beskrevs av Sakaguti et Nakagawa 1906.  Monopsyllus yamane ingår i släktet Monopsyllus och familjen fågelloppor. Inga underarter finns listade i Catalogue of Life.